# B&W Hallerne
B&W Hallerne er et tidligere industri-kompleks placeret på Refshaleøen i København. Hallerne blev opført i 1960'erne på vegne af Burmeister & Wain med det formål at bruge det til skibsbygning, som det også blev brugt til frem til 1996. Herefter er det blevet brugt til kultur- og underholdningsaktiviteter.
Komplekset består af to haller. B&W Grand Ballroom (til venstre på billedet) med plads til 3.600 tilskuere og B&W Sektionshal 2 (til højre på billedet) med plads til 10.000 tilskuere. B&W hallerne huser flere forskellige virksomheder - bl.a. Urban Ranger Camp, Copenhagen Paintball Arena og Det Kongelige Teater.
B&W Hallerne var værtsarena ved Eurovision Song Contest 2014. Showet blev holdt i Sektionshal 2, som er den største hal. Forud for arrangementet blev hallen ombygget til et stort musiksted, og resten af Refshaleøen blev forvandlet til "Eurovision-Island" med arrangementer relateret til konkurrencen i tiden op til den. Ombygningen af hallerne blev dog væsentligt dyrere end forventet og blev det primære omdrejningspunkt i Eurovision-sagen.

## References
1. ↑   Storvik-Green, Simon (2013-09-03). "B&W Hallerne - From industrial stronghold to Eurovision venue". Eurovision.tv (engelsk). Hentet 2013-09-09. {{cite news}}: |archive-url= kræver at |archive-date= også er angivet (hjælp)
2. ↑   Goos, Sebastian (2013-03-26). "Ny multievent-hal åbner ved legendarisk værft". Politiken. Hentet 2013-09-09. {{cite news}}: |archive-url= kræver at |archive-date= også er angivet (hjælp)
3. ↑   Kim, Faber (2013-09-07). "Reportage: Se de gamle haller hvor Eurovision skal afholdes". Politiken. Hentet 2013-09-09. {{cite news}}: |archive-url= kræver at |archive-date= også er angivet (hjælp)
4. ↑  Bygbjerg, Søren (2013-09-02). "København bliver vært for internationalt Melodi Grand Prix". Danmarks Radio. Hentet 2013-09-09. {{cite news}}: |archive-url= kræver at |archive-date= også er angivet (hjælp)

55°41′33″N 12°36′54″Ø / 55.69262°N 12.61489°Ø